# Hiddesen
Hiddesen (plattdeutsch: Hiddsen) ist ein Ortsteil von Detmold in Ostwestfalen-Lippe und liegt etwa drei Kilometer in südwestlicher Richtung vom Stadtzentrum entfernt. In Hiddesen wohnen auf einer Fläche von 11,3 km² insgesamt 7339 Bürger (August 2006). Damit ist Hiddesen einer der größten Ortsteile von Detmold.

## Geografie
Die benachbarten Detmolder Ortsteile sind im Uhrzeigersinn Pivitsheide V. H., Heidenoldendorf, Detmold-Süd und Heiligenkirchen. Im Südwesten grenzt Hiddesen an die Gemeinde Augustdorf.
Der niedrigste Punkt des Ortes liegt am östlichen Rand im Friedenstal mit 146 m ü. NHN, in der Ortsmitte beträgt die Höhe 187 m. Am Maiweg liegt der höchste bewohnte Teil des Ortes mit 227 m, der höchste Punkt auf Hiddeser Gemarkung ist jedoch der Bielstein mit 393 Metern. Hier steht der Sender Teutoburger Wald.

## Klima
|                        | Jan  | Feb  | Mär | Apr  | Mai  | Jun  | Jul  | Aug  | Sep  | Okt  | Nov | Dez  |   |      |
| Mittl. Temperatur (°C) | 0,3  | 0,5  | 4,5 | 7,5  | 12,0 | 15,0 | 17,0 | 16,8 | 14,0 | 9,5  | 4,9 | 2,5  | ⌀ | 8,8  |
| Mittl. Tagesmax. (°C)  | 2,5  | 4,0  | 8,0 | 12,5 | 17,0 | 20,0 | 22,0 | 22,0 | 18,0 | 14,0 | 7,5 | 4,5  | ⌀ | 12,7 |
| Mittl. Tagesmin. (°C)  | −2,0 | −1,9 | 0,1 | 4,0  | 7,0  | 10,0 | 12,0 | 12,0 | 9,5  | 5,5  | 2,5 | −0,5 | ⌀ | 4,9  |
|                        |      |      |     |      |      |      |      |      |      |      |     |      |   |      |
| Niederschlag (mm)      | 85   | 60   | 70  | 65   | 75   | 82   | 81   | 78   | 70   | 65   | 85  | 95   | Σ | 911  |
|                        |      |      |     |      |      |      |      |      |      |      |     |      |   |      |
| Sonnenstunden (h/d)    | 1    | 2    | 3   | 5    | 6,2  | 6,2  | 6    | 5,8  | 5    | 3,5  | 1   | 0,8  | ⌀ | 3,8  |

| −2,0 |

| −1,9 |

| 0,1 |

| 4,0 |

| 7,0 |

| 10,0 |

| 12,0 |

| 12,0 |

| 9,5 |

| 5,5 |

| 2,5 |

| −0,5 |

| −2,0 |

| −1,9 |

| 0,1 |

| 4,0 |

| 7,0 |

| 10,0 |

| 12,0 |

| 12,0 |

| 9,5 |

| 5,5 |

| 2,5 |

| −0,5 |

## Geschichte
Der Name Hiddesen stammt vermutlich von dem Personennamen Hildo, Hilde oder Hiddo ab.
Für das Jahr 1350 findet sich eine urkundliche Erwähnung eines Meierhofs Pöppinghausen. Dieser zwischen den heutigen Ortsteilen Hiddesen und Heiligenkirchen liegende Hof, der mit der gräflichen Domäne Friedrichstal identisch ist, wurde später Hiddesen zugerechnet. Eine namentliche Erwähnung als Hildensen erfolgte 1354, als Hyddessen 1386.
In den Schatzregistern des ausgehenden 14. Jahrhunderts sind in Hiddesen die zwei Höfe „de meyger cord“ (Meier Cord) und „de over meyger“ (Obermeier) genannt, die ebenso wie die sieben Höfe in Heidenoldendorf zum Kirchspiel Heiligenkirchen gehörten. Die Hiddeser Hofstellen werden in späterer Zeit als die Höfe Kater und Lohmann bezeichnet und sind damit neben Pöppinghausen die ältesten des Ortes.
Für das Jahr 1590 werden für Hiddesen acht Höfe und Stätten aufgeführt:

1. Meyger Cord (Katerhof), 2. De Over Meyger (Lohmannshof), 3. Nullemeiger (Nullhof), 4. Gruttmeiger (Grüttehof), 5. Deppe Schlepper (Schlepperhof), 6. Grutthans (Heidehof Bent), 7. Plasmeier (Frische Quelle), 8. Nullentöns.

Eine Gastwirtschaft erhielt Hiddesen im Jahr 1691 mit der Eröffnung des Hiddeser Krugs, später bezeichnet als Deutscher Kaiser und anschließend Hiddeser Hof. Das ursprüngliche Gebäude wurde 1907 abgebrochen und durch einen Neubau auf dem Nachbargrundstück ersetzt, welches wiederum 2018 abgerissen wurde.
Hiddesen war jahrhundertelang sehr eng mit Heidenoldendorf verbunden. Nach dem Wechsel des Kirchspiels von Heiligenkirchen nach Detmold nutzte Hiddesen den Friedhof in Heidenoldendorf und deren Kapelle für die sonntäglichen Gottesdienste. Die erste Hiddeser Schule entstand 1729. Erst 1793 erhielt Hiddesen nach einem Streit über die Gebühren die Genehmigung des Fürsten zur Anlage eines Friedhofs in der Ortsmitte. Daneben wurde im Juli 1800 eine Kapelle gebaut, die 1902 wegen Baufälligkeit abgebrochen werden musste. Der Friedhof wurde Ende des 19. Jahrhunderts aufgegeben und an seinen heutigen Standort außerhalb des Ortes verlegt.
Durch den Anschluss an die Straßenbahn und in der Nachkriegszeit durch den zunehmenden Individualverkehr wurde Hiddesen ab Beginn des 20. Jahrhunderts ein beliebtes Ausflugs- und Ferienziel. Im Jahr 1936 werden für den Ort zehn Gastwirtschaften und Hotels sowie 29 Pensionen im Einwohnerbuch genannt.
Nach einer letzten Fahrt am 15. August 1954 wurde die Straßenbahnverbindung eingestellt.
Die Evangelisch-reformierte Kirchengemeinde Hiddesen erhielt zum 1. Januar 1947 ihre Selbstständigkeit.
Am 1. Januar 1970 wurde Hiddesen in die Kreisstadt Detmold eingegliedert.
Der Ortsteil war bis 2016 Kneippkurort und wurde 2020 als Luftkurort anerkannt.

## Einwohnerentwicklung
| Jahr | Einwohner |
| ---- | --------- |
| 1901 | 1.345     |
| 1912 | 1.716     |
| 1950 | 4.109     |
| 1968 | 5.336     |
| 1986 | 6.029     |
| 2006 | 7.339     |
| 2019 | 7.697     |

## Politik
Ortsbürgermeister ist derzeit Wilfried Mellies (CDU), der auch der Vertreter im Stadtrat ist.

## Infrastruktur
Hiddesen ist aufgrund des Rückgangs an Pensionen nicht mehr so gut besucht wie früher. Neben einer intakten Lebensmittel-Nahversorgung gibt es im Ort eine Grundschule, zwei Kindergärten und eine Offene Ganztagsschule,  eine Apotheke, Ärzte, drei Kirchen, Dienstleister vieler Bereiche und Handwerker für fast alle Gewerke.

## Sehenswürdigkeiten

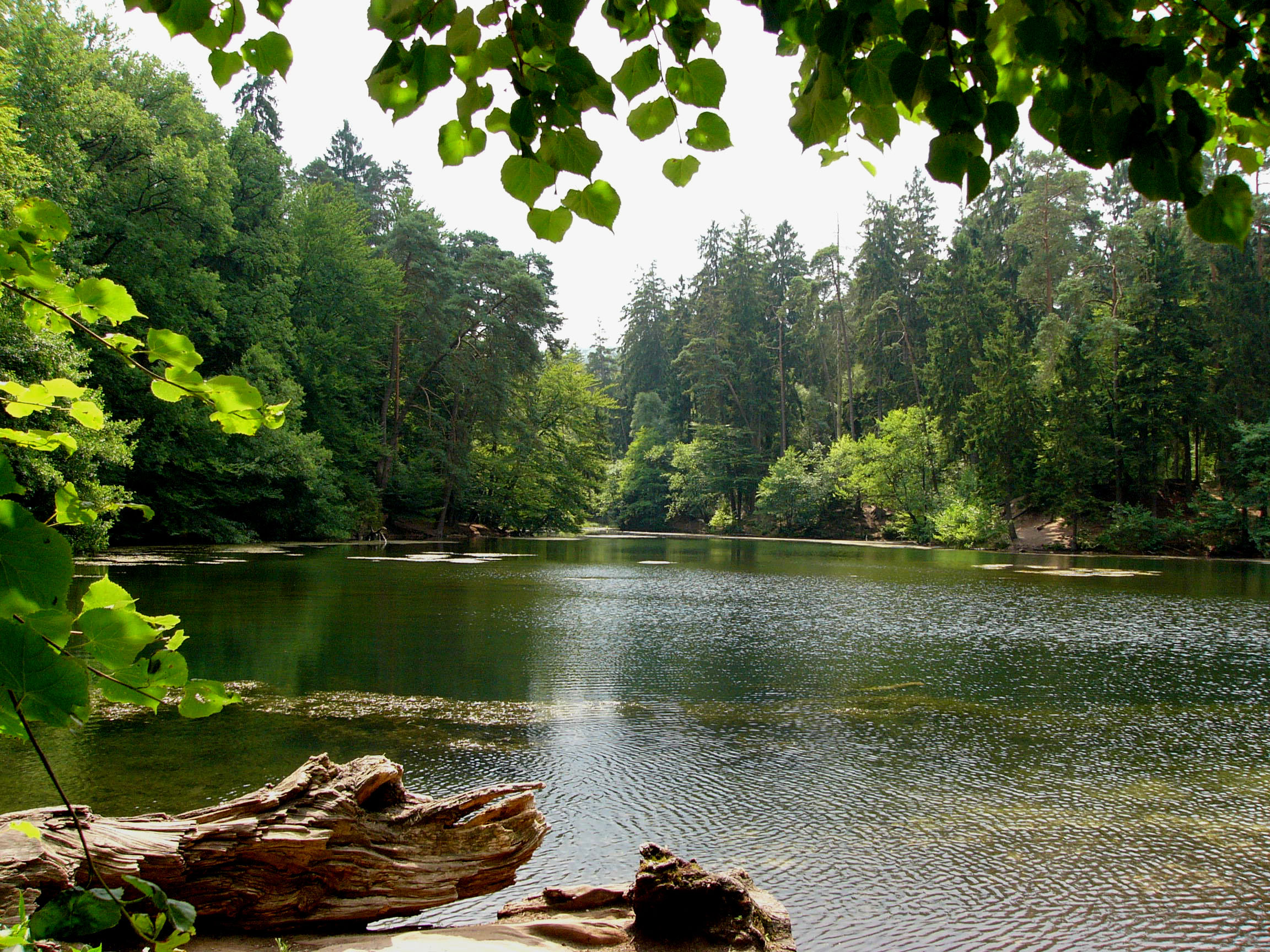
Donoperteich

In unmittelbarer Nähe von Hiddesen befinden sich Ausflugsziele wie das „Heidental“ des Heidenbaches und das bundesweit bekannte Hermannsdenkmal sowie das LWL-Freilichtmuseum Detmold. Beliebte Naherholungsziele sind zudem das 110 ha große Naturschutzgebiet Donoperteich und Hiddeser Bent. Der Donoperteich wurde 1641 als Pferdetränke angelegt, indem der Hasselbach im Hiddeser Wald angestaut wurde. Der Name des Gewässers, das dann über Jahrhunderte der Fischzucht diente, geht auf die Adelsfamilie von Donop zurück. Das Hiddeser Bent, nur 600 Meter abseits des Hermannswegs gelegen, ist ein nährstoffarmes Hochmoor. Bereits 1920 wurden der Donoperteich und das Hiddeser Bent in die Liste der Naturdenkmäler aufgenommen.
Hiddesen bietet ein Wassertretbecken sowie ein in neuester Zeit renoviertes Freibad. Als Naturdenkmal ist der Gletscherschliff in der ehemaligen Kiesgrube Kater ausgewiesen. Im Ort sind des Weiteren einige Vereine ansässig, z. B. der Sportverein VfL Hiddesen, die Gartenfreunde, Chöre und andere.
In Hiddesen befindet sich eine größere Anzahl von Baudenkmälern, neben dem Hermannsdenkmal auch die Gartenanlage des Sanatoriums Grotenburg, Fachwerkhäuser und Villen.

## Persönlichkeiten
- Kurt Bialostotzky (1896–1985), Maler; lebte ab 1973 in Hiddesen und ist dort in einem Ehrengrab beigesetzt
- Manfred Fuhrmann (1925–2005), Altphilologe; in Hiddesen geboren
- Helmut Kretschmar (* 1928), Konzert- und Oratoriensänger, Gesangslehrer; lebt in Hiddesen
- Uta Halle (* 1956), Mittelalterarchäologin und Bremer Landesarchäologin
- Tommi Schmitt (* 1989), Autor und Podcaster, in Hiddesen aufgewachsen